# Triphosa pustularia
Triphosa pustularia là một loài bướm đêm trong họ Geometridae.